# Список мерів Загреба
Ця стаття містить перелік людей, які обіймали посаду мера або голови міської скупщини столиці Хорватії.
| №    | Зображення                       | Повне ім'я                          | Строк служби      | Строк служби      | Обраний                                   | Політична партія                     | Політична партія                                     |
| ---- | -------------------------------- | ----------------------------------- | ----------------- | ----------------- | ----------------------------------------- | ------------------------------------ | ---------------------------------------------------- |
| 1    |                                  | Янко Камауф                         | 1851              | 1857              |                                           |                                      |                                                      |
| 2    |                                  | Йосип Гердтль                       | 1857              | 1857              |                                           |                                      |                                                      |
| 3    |                                  | Светозар Кушевич                    | 1858              | 1858              |                                           |                                      | Народна партія                                       |
| 4    |                                  | Йоган Ліхтенеггер                   | 1858              | 1861              |                                           |                                      |                                                      |
| 5    |                                  | Векослав Фріган                     | 1 березня 1861    | 27 лютого 1868    |                                           |                                      | Маджарони                                            |
| 6    |                                  | Максо Михалич                       | 1868              | 1869              |                                           |                                      |                                                      |
| 7    |                                  | Драгутин Цекуш                      | 17 жовтня 1869    | 28 лютого 1872    |                                           |                                      |                                                      |
| 8    |                                  | Павал Гац                           | 28 лютого 1872    | 28 травня 1873    |                                           |                                      |                                                      |
| 9    |                                  | Степан Врабчевич                    | 28 травня 1873    | 13 грудня 1873    |                                           |                                      |                                                      |
| 10   |                                  | Іван Вончина                        | 13 грудня 1873    | 19 вересня 1876   |                                           |                                      | Народна партія                                       |
| 11   |                                  | Станко Андрієвич                    | 30 листопада 1876 | 14 січня 1879     |                                           |                                      | Народна партія                                       |
| 12   |                                  | Матія Мразович                      | 1 лютого 1879     | 10 серпня 1881    |                                           |                                      | Незалежна народна партія                             |
| 13   |                                  | Йосип Гофман                        | Серпня 1881       | Серпня 1885       |                                           |                                      | Незалежна народна партія                             |
| 14   |                                  | Никола Бадовинаць                   | 5 вересня 1885    | 16 червня 1887    |                                           |                                      | Незалежна народна партія                             |
| 15   |                                  | Ігнят Зібер                         | 16 червня 1887    | 29 січня 1890     |                                           |                                      |                                                      |
| 16   |                                  | Мілан Амруш                         | 29 січня 1890     | 20 червня 1892    |                                           |                                      | Незалежна народна партія                             |
| 17   |                                  | Адольф Мошинський                   | 1892              | 15 грудня 1904    |                                           |                                      |                                                      |
| 18   |                                  | Мілан Амруш                         | 1904              | 1910              |                                           |                                      | Незалежна народна партія                             |
| 19   |                                  | Янко Холяць                         | 5 квітня 1910     | 21 вересня 1917   |                                           |                                      | Хорватсько-сербська коаліція                         |
| 20   |                                  | Степан Сркуль                       | 21 вересня 1917   | 24 листопада 1919 |                                           |                                      | Хорватський союз                                     |
| 21   |                                  | Светозар Делич                      | 16 квітня 1920    | 22 квітня 1920    | Місцеві вибори в Загребі 1920 р.          |                                      | Соціалістична робітнича партія Югославії (комуністи) |
| 22   |                                  | Драгутин Тончич                     | 1920              | 1920              |                                           |                                      |                                                      |
| 23   |                                  | Вєкослав Гайнцель                   | 17 серпня 1920    | 23 жовтня 1928    | Місцеві вибори в Загребі в червні 1920 р. |                                      | Хорватський союз                                     |
| 23   | Місцеві вибори в Загребі 1921 р. | Вєкослав Гайнцель                   | 17 серпня 1920    | 23 жовтня 1928    |                                           | Хорватський блок                     |                                                      |
| 23   | Місцеві вибори в Загребі 1927 р. | Вєкослав Гайнцель                   | 17 серпня 1920    | 23 жовтня 1928    |                                           | Хорватський блок                     |                                                      |
| 24   |                                  | Степан Сркуль                       | 20 листопада 1928 | 21 квітня 1932    |                                           |                                      | Хорватський блок                                     |
| 25   |                                  | Іво Крбек                           | 1932              | 1934              |                                           |                                      | Незалежний                                           |
| 26   |                                  | Рудольф Ербер                       | 1934              | 21 жовтня 1936    |                                           |                                      | Незалежний                                           |
| —    |                                  | Теодор Кауфман (в. о.)              | 21 жовтня 1936    | 31 березня 1937   |                                           |                                      | Незалежний                                           |
| 27   |                                  | Теодор Пеїчич                       | 1937              | 1939              |                                           |                                      | Незалежний                                           |
| 28   |                                  | Мате Старчевич                      | 1939              | 10 квітня 1941    |                                           |                                      | Хорватська селянська партія                          |
| 29   |                                  | Йозо Думанджич                      | 10 квітня 1941    | 1941              |                                           |                                      | Усташі                                               |
| 30   |                                  | Іван Вернер                         | 1941              | 26 червня 1944    |                                           |                                      | Усташі                                               |
| 31   |                                  | Евген Старешинич                    | Серпень 1944      | 6 травня 1945     |                                           |                                      | Усташі                                               |
| 32   |                                  | Драгутин Саїлі                      | 1945              | 1949              |                                           |                                      | Комуністична партія Хорватії                         |
| 33   |                                  | Міка Шпиляк                         | 1949              | 1950              |                                           |                                      | Комуністична партія Хорватії                         |
| 34   |                                  | Мілівой Рукавина                    | 1950              | 1951              |                                           |                                      | Комуністична партія Хорватії                         |
| 35   |                                  | Мірко Павлекович                    | 1951              | 1952              |                                           |                                      | Комуністична партія Хорватії                         |
| 36   |                                  | Вечеслав Холєвац                    | 1952              | 1963              |                                           |                                      | Союз комуністів Хорватії                             |
| 37   |                                  | Перо Піркер                         | 1963              | 1967              |                                           |                                      | Союз комуністів Хорватії                             |
| 38   |                                  | Ратко Карлович                      | 1967              | 1967              |                                           |                                      | Союз комуністів Хорватії                             |
| 39   |                                  | Йосип Колар                         | 1967              | 1972              |                                           |                                      | Союз комуністів Хорватії                             |
| 40   |                                  | Іво Врховець                        | 1972              | 1978              |                                           |                                      | Союз комуністів Хорватії                             |
| 41   |                                  | Іво Латин                           | 1978              | 1982              |                                           |                                      | Союз комуністів Хорватії                             |
| 42   |                                  | Мато Микич                          | 1982              | 1983              |                                           |                                      | Союз комуністів Хорватії                             |
| 43   |                                  | Александар Варга                    | 1983              | 1984              |                                           |                                      | Союз комуністів Хорватії                             |
| 44   |                                  | Зорислав Шонє                       | 1984              | 1985              |                                           |                                      | Союз комуністів Хорватії                             |
| 45   |                                  | Тіто Кости                          | 1985              | 1986              |                                           |                                      | Союз комуністів Хорватії                             |
| 46   |                                  | Мато Микич                          | 1986              | 1990              |                                           |                                      | Союз комуністів Хорватії                             |
| 47   |                                  | Борис Бузанчич                      | 1990              | 1993              | 1990                                      |                                      | Хорватська демократична співдружність                |
| 48   |                                  | Бранко Мікша                        | 1993              | 1996              | Місцеві вибори в Загребі 1993 р.          |                                      | Хорватська демократична співдружність                |
| 49   |                                  | Марина Матулович-Дропулич           | 2 березня 1996    | 30 квітня 1996    | Місцеві вибори в Загребі 1995 р.          |                                      | Хорватська демократична співдружність                |
| —    |                                  | Степан Бролич (уповноважений уряду) | 30 квітня 1996    | 5 червня 1997     |                                           |                                      | Хорватська демократична співдружність                |
| (49) |                                  | Марина Матулович-Дропулич           | 5 червня 1997     | 14 березня 2000   | Місцеві вибори в Загребі 1997 р.          |                                      | Хорватська демократична співдружність                |
| —    |                                  | Йосип Крегар (уповноважений уряду)  | 14 березня 2000   | 5 травня 2000     |                                           |                                      | Незалежний                                           |
| 50   |                                  | Мілан Бандич                        | 5 травня 2000     | 21 січня 2002     | Місцеві вибори в Загребі 2000 р.          |                                      | Соціал-демократична партія Хорватії                  |
| 50   | Місцеві вибори в Загребі 2001 р. | Мілан Бандич                        | 5 травня 2000     | 21 січня 2002     |                                           |                                      | Соціал-демократична партія Хорватії                  |
| 51   |                                  | Власта Павич                        | 1 березня 2002    | 15 травня 2005    |                                           |                                      | Соціал-демократична партія Хорватії                  |
| 52   |                                  | Мілан Бандич                        | 15 травня 2005    | 28 лютого         | Місцеві вибори в Загребі 2005 р.          |                                      | Соціал-демократична партія Хорватії                  |
| 52   | Місцеві вибори в Загребі 2009 р. | Мілан Бандич                        | 15 травня 2005    | 28 лютого         |                                           |                                      | Соціал-демократична партія Хорватії                  |
| 52   | Місцеві вибори в Загребі 2013 р. | Мілан Бандич                        | 15 травня 2005    | 28 лютого         |                                           | Незалежний                           |                                                      |
| 52   | Місцеві вибори в Загребі 2017 р. | Мілан Бандич                        | 15 травня 2005    | 28 лютого         |                                           | БМ 365 — Партія праці і солідарності |                                                      |
| -    |                                  | Єлена Павичич-Вукичевич             | 28 лютого 2021    | 4 квітня 2021     | в. о.                                     |                                      | БМ 365 — Партія праці і солідарності                 |
| 53   |                                  | Томислав Томашевич                  | 4 червня 2021     | донині            | Місцеві вибори в Загребі 2021 р.          |                                      | Можемо!                                              |

1. ↑  Архівована копія. Архів оригіналу за 9 травня 2016. Процитовано 12 липня 2019.{{cite web}}:  Обслуговування CS1: Сторінки з текстом «archived copy» як значення параметру title (посилання) [Архівовано 2016-05-09 у Wayback Machine.]
2. 1 2 3 4 5  Gjuro Szabo: Stari Zagreb, Nakladni zavod Matice hrvatske, 1990, p. 146
3. ↑  http://enciklopedija.lzmk.hr/clanak.aspx?id=53178
4. 1 2  http://hbl.lzmk.hr/clanak.aspx?id=1045
5. 1 2  Gjuro Szabo: Stari Zagreb, Nakladni zavod Matice hrvatske, 1990, p. 147
6. ↑  Архівована копія (PDF). Архів оригіналу (PDF) за 4 березня 2016. Процитовано 12 липня 2019.{{cite web}}:  Обслуговування CS1: Сторінки з текстом «archived copy» як значення параметру title (посилання) [Архівовано 2016-03-04 у Wayback Machine.]
7. 1 2 3  Gjuro Szabo: Stari Zagreb, Nakladni zavod Matice hrvatske, 1990, p. 173
8. ↑  http://www.hkv.hr/reportae/lj-krinjar/11139-groblje-na-najveoj-zagrebakoj-trnici-22.html
9. 1 2  Milica Stilinović, „Zagrebački gradonačelnici“, Zagreb jučer, danas, sutra, I. dio., Zagreb 1965., p. 112
10. 1 2
11. ↑  Dizdar, Zdravko; Grčić, Marko; Ravlić, Slaven; Stuparić, Darko (1997). Tko je tko u NDH (хорватською) . Zagreb: Minerva. с. 106. ISBN 978-953-6377-03-9.
12. ↑  Dizdar, Zdravko; Grčić, Marko; Ravlić, Slaven; Stuparić, Darko (1997). Tko je tko u NDH (хорватською) . Zagreb: Minerva. с. 427. ISBN 978-953-6377-03-9.